# Clara Schumann
Clara Josephine Schumann (născută Clara Josephine Wieck, n. 13 septembrie 1819, Leipzig, Regatul Saxoniei – d. 20 mai 1896, Frankfurt am Main, Imperiul German) a fost pianistă și compozitoare germană, căsătorită din anul 1840 cu compozitorul Robert Schumann.

## Figura paternă
Tatăl Clarei Schumann, Friedrich Wieck, a studiat teologia urmând dorința părinților săi care nu-i puteau finanța studiile muzicale. Datorită pasiunii sale pentru muzică și în lipsa perspectivei de a obține un post de pastor, talentat și ambițios, el a învățat să cânte la pian devenind datorită voinței sale de fier, un pedagog muzical de excepție. Mai târziu a fondat o fabrică de piane și un centru pentru împrumutul de partituri. Mama Clarei, Marianne Tromlitz, a fost cântăreață și pianistă. Cuplul a avut cinci copii: Adelheid, care a murit la o vârstă fragedă, Clara, Alwin, Gustav și Viktor. Când s-a născut Viktor (1824) părinții erau deja divorțați. Friedrich Wieck s-a căsătorit în 1828 cu Clementine Fechner, care era cu douăzeci de ani mai tânără decât el și cu care a avut o fiică (Marie), care a primit lecții de pian de la el. Marianne s-a recăsătorit cu Adolph Bargiel și a avut un fiu, Woldemar Bargiel, care mai târziu a devenit un compozitor important.
Friedrich Wieck care a fost desemnat să se ocupe de educația copiilor săi era văzut ca autoritar și strict, dar nu nedrept. Întreaga sa atenție a fost dedicată Clarei pe care, datorită talentului său muzical, voia să o facă cunoscută cât mai repede posibil drept un copil minune și o virtuoasă a pianului. Drept urmare a retras-o din învățământul public și i-a dat lecții private, astfel încât concentrarea pe învățarea și perfecționarea cântatului la pian să nu fie perturbate de influențe exterioare. Ținea pentru Clara, care nu era încă capabilă să se exprime corect în scris, un jurnal în care nota lucruri la persoana întâi, ca și cum Clara ar fi fost autoarea. Și mai târziu a influențat indirect ceea ce scria ea în jurnal prin faptul că cerea să citească ceea ce era scris. Acest fapt explică anumite însemnări ale fetei de nouă ani, cum ar fi următorul pasaj:
Tatăl meu care spera de mult timp la o schimbare din partea mea a observat astăzi din nou că încă sunt leneșă, delăsătoare, dezordonată, încăpățânată, neascultătoare, etc. chiar și când este vorba de pian. Pentru că am cântat în prezența sa atât de prost Noile variațiuni op. 26 de Hünten, a rupt în fața mea partitura și începând de astăzi nu mai vrea să-mi dea ore și nu mai am voie să cânt decât game, studii de Cramer și exercițiile lui Czernys pentru triluri.
Tendința sa de a controla totul la Clara s-a transformat mai târziu în trăsături tiranice ajungând până acolo încât a vrut să o determine să renunțe la legătura cu Robert Schumann.
Wieck îi preda el însuși fiicei sale și făcea lucrul acesta cu mare succes, lucrul dovedit și de aplauzele pe care le primea fiica sa la fiecare apariție. La vârsta la care a început cariera pianistică, copilăria ei se încheiase, înainte să împlinească vârsta de 8 ani. Clara era modelul metodelor sale pedagogice de învățare a pianului, metode care i-au făcut pe muzicieni ca Robert Schumann și Hans von Bülow să devină pianiști de concert remarcabili. Totuși metoda sa dură de învățare a pianului nu era în concordanță cu drepturile copilului. Pe de altă parte educația Clarei care ieșea din sfera muzicii a fost precară. Conform Evei Weissweiler se putea vedea influența tatălui chiar și în repertoriul său de concert. De abia după ce influența tatălui s-a diminuat, Clara Schumann a început să cânte în concertele sale piese de Ludwig van Beethoven, Johann Sebastian Bach și Robert Schumann. Înainte repertoriul său era format din compozitori ca Friedrich Kalkbrenner, Camille Pleyel, Ignaz Moscheles și Henri Herz.
Wieck se considera impresarul Clarei. El organiza călătoriile pentru concerte, de multe ori anevoios de făcut. Avea grijă să fie emise invitațiile, să fie ales locul potrivit pentru concert și ca instrumentele care erau puse la dispoziție să funcționeze. În special ultimul punct era o provocare, atât pentru tată, cât și pentru fiică. La începutul secolului al XIX-lea nu se obișnuia ca pianele cu coadă să fie transportate, iar la fața locului se puteau procura foarte greu, iar acelea care erau disponibile nu erau acordate bine sau aveau alte defecte. Înaintea fiecărui concert se întrebau temător dacă mecanica instrumentelor îi va ajuta sau nu. Se putea întâmpla foarte ușor ca în timpul concertului să rămână clape blocate ori corzile să nu fie fixate bine în placa de rezonanță, fapt care ar face ca sunetul liber produs să distrugă toată piesa. Wieck transporta cu sine un întreg arsenal de unelte pentru pian și înainte de concert se ocupa de acordatul și reparatul pianului. Curând însă începe să trimită în avans instrumente la locul concertului, astfel Clara poate cânta la un pian cu coadă cu care este obișnuită.

## Copilul minune Clara
Se știe încă din perioada copilăriei Clarei că aceasta a învățat să vorbească foarte târziu. Acest lucru s-a întâmplat la vârsta de patru ani, când a petrecut un an la bunicii săi, fiind astfel despărțită de tatăl său. Se bănuiește că motivul acestei întârzieri ar avea niște cauze psihice; acest lucru nu a fost însă dovedit clar. La vârsta de cinci ani avea cursuri intensive de pian, iar pe 20 octombrie 1829 a avut prima apariție publică (împreună cu o altă elevă cu care a cântat la patru mâini o piesă de Friedrich Kalkbrenner). Allgemeine musikalische Zeitung din Leipzig a scris:
„Pentru noi a fost foarte plăcut să auzim pe parcursul aceluiași concert aplauzele, pe deplin meritate, pentru fata de abia nouă ani, Clara Wieck, care este atât de înzestrată pentru muzică, precum și felul cum a interpretat la patru mâini variațiuni pe un marș din ”Moise” de Kalkbrenner. Ne punem cele mai înalte speranțe în ea, știind-o sub îndrumarea tatălui său care are o mare experiență muzicală și care a înțeles foarte bine arta pianului și care manifestă de asemenea o dragoste deplină pentru acesta.”
Clara a cântat în fața lui Goethe și i-a cunoscut personal pe Niccolò Paganini și pe Franz Liszt. De la o vârstă fragedă a avut reprezentații în nenumărate orașe și chiar în țările vecine. La vârsta de 18 ani, la Viena, a fost onorată cu numirea ei drept Kammervirtuosin imperială. Și-a început cariera de compozitoare, de asemenea, timpuriu. Compozițiile Quatre Polonaises op. 1 au fost publicate când Clara avea zece sau unseprezece ani. Au urmat Caprices en forme de Valse, Valses romantiques, Quatre Pièces Caractéristiques, Soirées Musicales, un concert de pian și multe altele.